# حیدر الو علی
حیدر الو علی (عربی: حيدر ألو علي محمد؛ زادهٔ ۲۵ دسامبر ۱۹۷۹) یک بازیکن فوتبال است.
از باشگاه‌هایی که در آن بازی کرده‌است می‌توان به تیم ملی فوتبال امارات متحده عربی اشاره کرد.